# Александар Скрјабин
Александар Николајевич Скрјабин (рус. Алекса́ндр Никола́евич Скря́бин; Москва, 6. јануар 1872 — Москва, 27. април 1915) је био руски композитор и пијаниста.

## Биографија

### Детињство и образовање
Александар Скрјабин је рођен у Москви на православни Божић 1871. у племићкој породици. Музички таленат је наследио од мајке Љубов Петровне Скрјабин (девојачки Шчетинина), која је била професионални пијаниста. Нажалост , она је умрла кад је Александар имао само једну годину. Отац је недуго послије женине смрти отишао у војну службу, тако да је бригу о Александровом одгоју преузела очева сестра Љубов Скрјабин. У јесен 1882. почиње похађати Московску кадетску школу. У току свог школовања је због слабе физиономије био поштеђен физичких активности, које је замијенио вјежбањем клавира.
1885. на препоруку Сергеја Танејева почиње похађати часове код руског пијанисте и музичког педагога Николаја Зверева, који одмах препознаје његов таленат. Године 1888. почиње похађати Московски конзерваторијум. Студије композиције изучава код споменутог Танејева а студије клавира код пијанисте Василија Сафонова. За време студија постаје запажени пијаниста, упркос својим малим шакама. Десну руку је повредио свирајући Листова дела. Та повреда ће оставити траг на његовим будућим клавирским делима. Студије композиције је требало да доврши у разреду Антона Аренскија, али је одустао од тога због несугласица са новим професором, и недостатка воље да пише дела у облицима који га не занимају. Године 1892. је дипломирао клавир добивши том приликом Малу златну медаљу (Велика златна медаља је тада уручена Сергеју Рахмањинову).

### Почетак каријере
Године 1894. у Санкт Петербургу дебитује као пијаниста, свирајући своја дела. Овај догађај је добро примљен у јавности. Исте године познати руски издавач Митрофан Бељајев (који је издавао дела Николаја Римски-Корсакова и Александра Глазунова) почиње плаћати Скрјабина да компонује за његову издавачку кућу. Године 1895–1896. иде на своје прве турнеје по Русији и иностранству, под Бељајевљевим покровитељством. У августу 1897. се жени младом пијанисткињом Вером Ивановном Исакович. 1898. постаје професор на Московском конзерваторијуму. Наредних пет година борави у Москви, и у току тог раздобља компонује циклус етида оп.8, прве три клавирске сонате, једини клавирски концерт, те прве две симфоније.

### Живот у иностранству
Године 1904. Скрјабин се са својом породицом сели у Швајцарску. У току свог боравка у Швајцарској се разводи од своје прве жене Вере Ивановне, са којом је имао четворо деце, а жени бившом ученицом Татјаном Фјодоровном Шлецер. Такође, у овом периоду пише једно од својих најбољих композиција - Трећу симфонију, познату под називом Божанска поема. Године 1905. се сели у Париз где је премијерно изведена његова Трећа симфонија, са великим успехом. Наредне две године проводи путујући по свету, изводећи своје композиције и пишући нове. Године 1907. почиње сарадњу са Сергејом Дагилевом, са циљљм промовисања руске музике у Западној Европи.

### Повратак у Русију
Године 1909. се враћа у Русију, где остаје до краја живота. Тада почиње ради на све сложенијим и обимнијим композицијама, од којих су најзначајније Поема екстазе, Прометеј: Поема ватре, те недовршени Мистеријум.
Године 1914. се заразио сепсом усљед чира на усни. Овој болести је подлегао 15. августа 1915. у 43. години живота. Његов дугогодишњи пријатељ Рахмањинов је непосредно након Скрјабинове изненадне смрти, урадио турнеју по Русији изводећи само Скрјабинова дела. Ово је био први пут да је Рахмањинов у јавности изводио туђе композиције.